# だいじょうぶ (柳原陽一郎の曲)
「だいじょうぶ」は、柳原陽一郎の楽曲。1999年1月21日にPANAMより4作目のシングルとして発売された。

## 解説
前作『きみを気にしてる』より10ヶ月ぶりのリリース。柳原のシングル作品では初めてマキシシングルで発売された作品で、（2018年現在）最後のシングルである。
本作のレコーディングでは、従来の路線とは異なるものにしようと、柳原の作品で初めてコンピュータが用いられた。
ジャケットはピコピコによる。
シングル発売から長らくアルバム未収録の状態が続いていたが、2009年3月4日に発売された『長いお別れ スペシャル・エディション』に全曲収録された。
現在は廃盤となっている。

## 収録曲
全曲 作詞・作曲：柳原陽一郎 / 編曲：菅原弘明、柳原陽一郎
1. だいじょうぶ（4:59）
テレビ東京系『テクノ探偵団』エンディングテーマ。
柳原はこの曲について、「サビありきで曲を書き始めたが、歌う本人がだいじょうぶじゃなくなり、作曲神経症のような状態に陥った」と語っている。歌詞もレコーディング当日まで練り直された[1]。
ドラムスは打ち込みだが、ハイハットのみ鎌田清による生音となっている。
2. 人生はロデオ（6:42）
ソロ活動の初期に制作された楽曲。MAYA MAXXの作品にインスパイアされて書かれている。キーボードソロは柳原によるもの[1]。
3. Sonata（4:36）
「喪失感」がテーマとなっている[1]。『長いお別れ スペシャル・エディション』にはこの楽曲のデモ音源も収録されている。
4. 愛される不思議 (…To Our Daddy)（4:50）
柳原はこの曲について、「権力を振り翳す者たちを茶化そうと思って書いた」と語っている[1]。

## 参加ミュージシャン
| だいじょうぶ - 柳原陽一郎：Vocals, Keyboards, Accordion - 菅原弘明：Electric Guitar, Keyboard, Programming, Chorus - 沢田浩史：Bass - 鎌田清：Hi-Hat - 権藤知彦：Programming Assist 人生はロデオ - 柳原陽一郎：Vocals, Organ, Harmonica, Percussion - 菅原弘明：Electric Guitar - 沢田浩史：Bass - 鎌田清：Drums | Sonata - 柳原陽一郎：Vocals, Keyboards, Organ, Accordion - 菅原弘明：Keyboards, Programming - 権藤友彦：Euphonium, Programming Assist 愛される不思議 (…To Our Daddy) - 柳原陽一郎：Vocals, Acoustic Guitar, Accordion, Percussion - 菅原弘明：Electric Guitar - 沢田浩史：Bass - 鎌田清：Drums |

## 収録アルバム
- 長いお別れ スペシャル・エディション（全曲）